# Casa de Skavronsky
La casa de Skavronsky (Скавронские) era una familia noble rusa de condes descendientes de los hermanos de la emperatriz Ekaterina I  de Rusia (nacida cómo Marta Samuílovna Skavrónskaya ).

## Historia
Los hermanos y hermanas de la emperatriz Catalina fueron llevados a San Petersburgo durante el reinado de Pedro el Grande.

Al mismo tiempo, circulaba una anécdota en San Petersburgo sobre cómo la emperatriz vio a Karl Samuílovich por primera vez, incluso durante la vida de su difunto esposo. Lo llevaron a la capital. En la casa de Dmitri Shepelev, la emperatriz conoció a su hermano. Ekaterina Alekséievna se desmayó de vergüenza. "No hay necesidad de sonrojarse", dijo el emperador, "lo reconozco como mi cuñado, y si hay algo bueno en él, lo convertiré en un hombre".

El 5 de enero de 1727, durante el reinado de Catalina, sus dos hermanos, Karl y Friedrich fueron elevados al rango de conde, convirtiéndose en los decimoprimeros poseedores de este título en Rusia. Los maridos de las hermanas Anna y Christina - Simon Guéndrikov y Mijaíl Efímovsky, respectivamente, recibieron la nobleza hereditaria.